# Slag van Sint-Nicolaasdag 1648

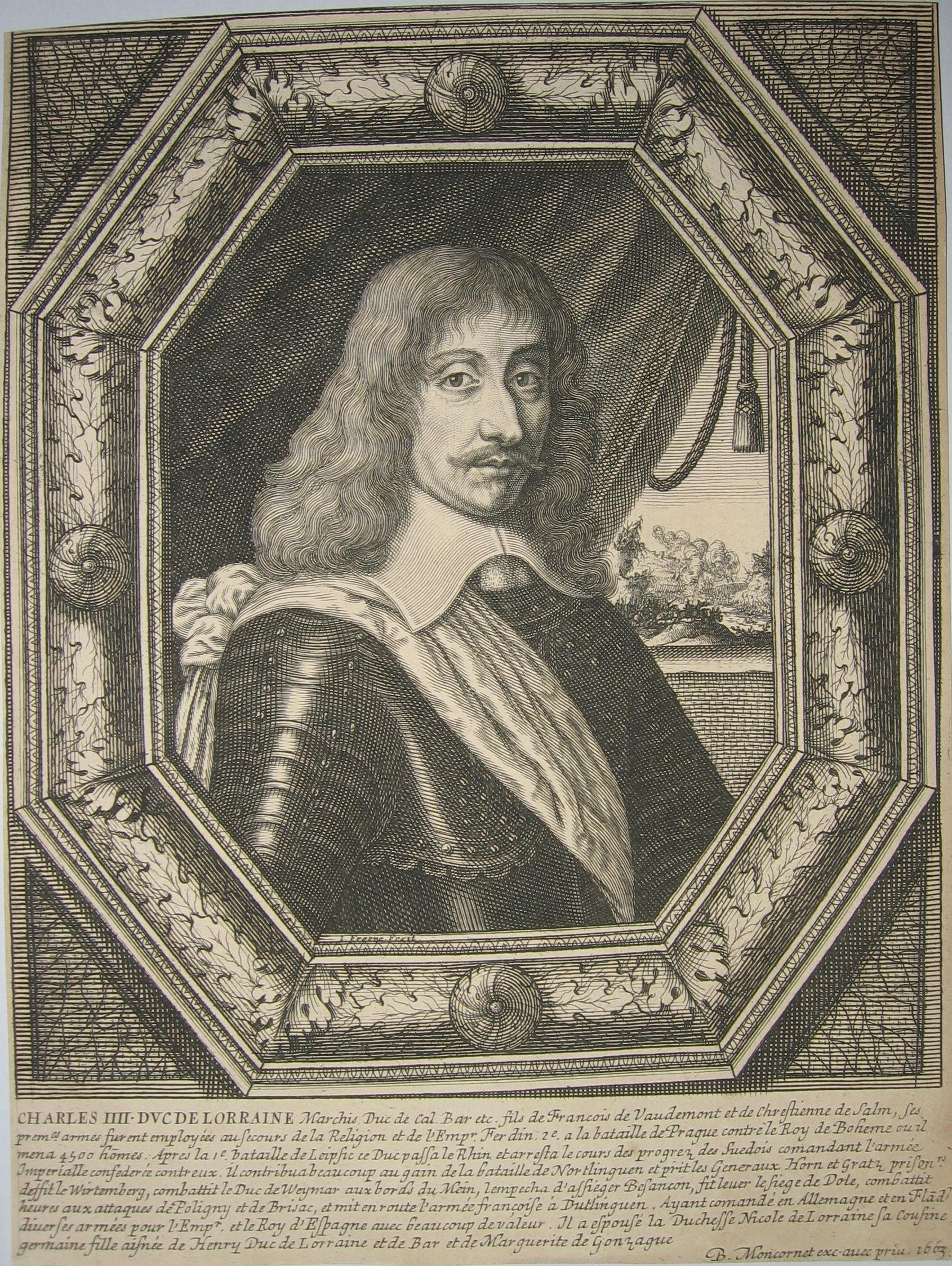
Karel IV van Lotharingen

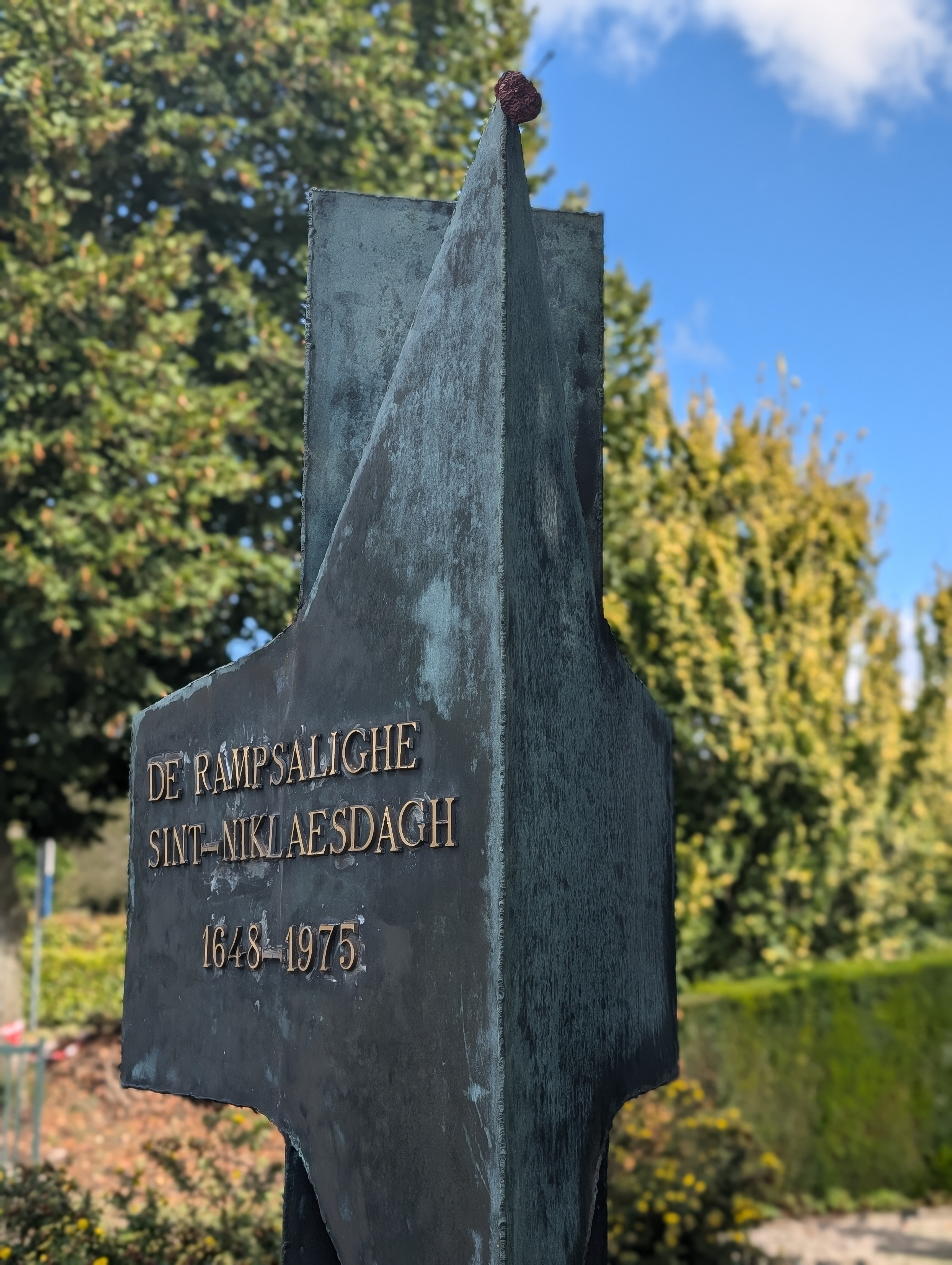
Gedenkteken in de vorm van een bijl voor de Sint-Niklaasdag 1648

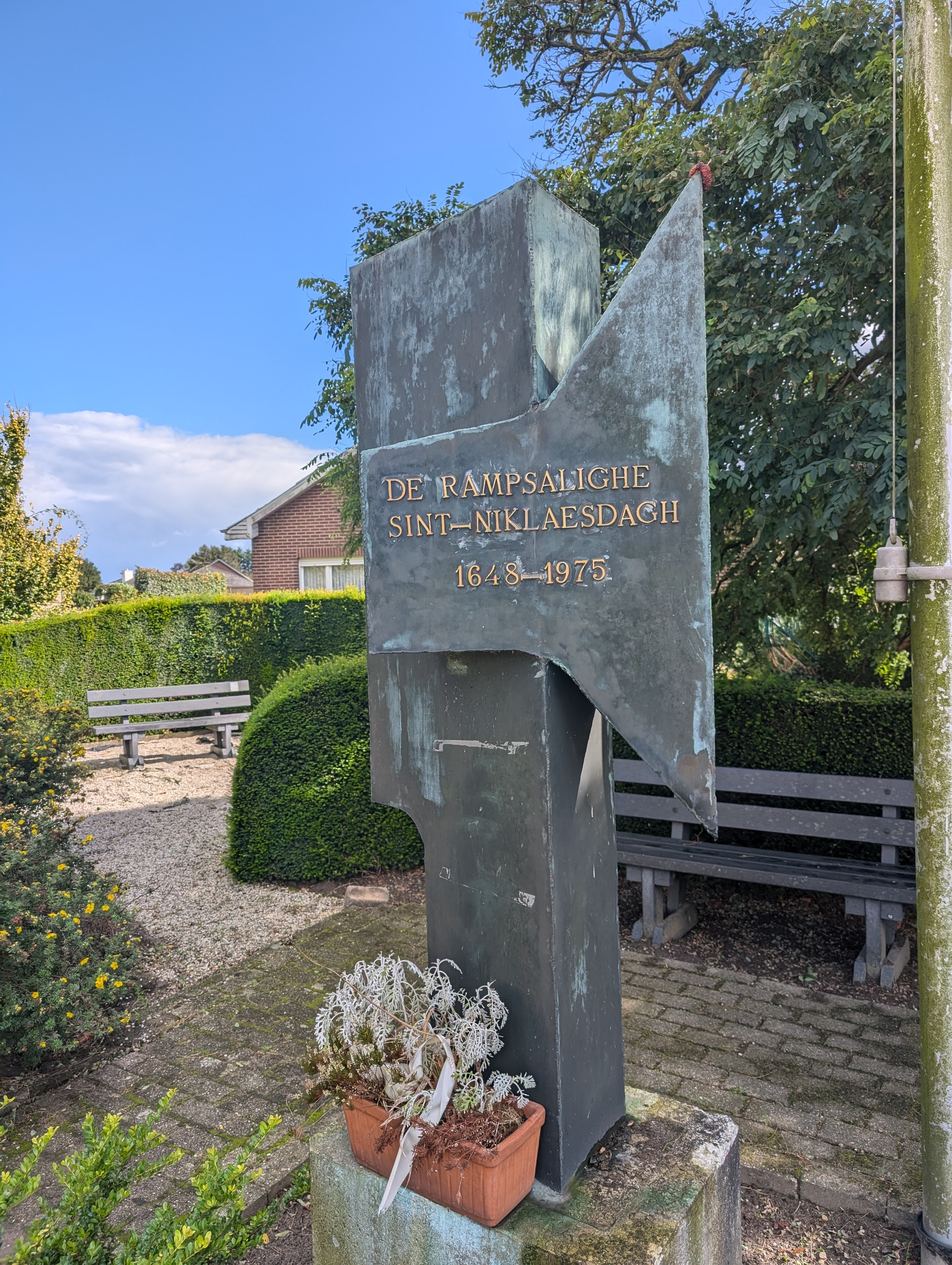
Meeuwen Sint-Niklaasdag 1648

De Slag van Sint-Nicolaasdag 1648 was een veldslag tussen Franse soldaten en ongewapende boeren, die plaatsvond op de Sint-Nicolaasdag van 1648 op de Donderslagse Heide ten zuiden van Meeuwen.

## Aanleiding
Toen de Vrede van Münster op 15 mei 1648 werd gesloten, kwam daarmee nog niet onmiddellijk een einde aan alle vijandelijkheden die zich overal in West-Europa afspeelden. Ook de Franse koning had, in 1635, de oorlog aan Spanje verklaard en hierdoor waren er in de Zuidelijke Nederlanden zowel 'eigen' Spaanse troepen als 'vreemde' Nederlandse of Franse troepen actief. Die legermachten misdroegen zich zodanig dat de bevolking er een grote afkeer van kreeg.
Nadat de Vrede van Münster van kracht werd en de Tachtigjarige Oorlog feitelijk was beëindigd, bleef er nog een troep Lotharingse huurlingen achter in de Limburgse Kempen. Deze werd aangevoerd door Karel IV van Lotharingen, die in 1633 door kardinaal de Richelieu van zijn hertogdom was beroofd en uit Frankrijk gezet. In 1635 kwam hij in dienst van het Spaanse gouvernement, maar hij ging met zijn troepen vaak zijn eigen gang, los van de wil van zijn opdrachtgever (condottieri-gedrag). Toen Karel na de Vrede van Münster Lotharingen niet terugkreeg, bleef hij bij zijn troepen, die nu in niemands dienst meer stonden en geen soldij kregen. Zij plunderden daarop de dorpen waar zij doorheen trokken. Het prinsbisdom Luik, waartoe deze dorpen behoorden, had geen eigen leger, en daarom hadden de dorpen hun eigen milities. Deze bestonden uit de zogeheten huislieden, weerbare mannen van 18 tot 59 jaar.

## De slag
Een troepenmacht van 1600 huislieden, nauwelijks bewapend, onder leiding van jonkheer van Keverberch, achtervolgde op 6 december 1648 de Lotharingers, die onder leiding van de graaf van Longueville stonden, totdat dezen op de Donderslagheide (tussen Kolisbergen en Middendijk) zich op de milities stortten en daar een slachting aanrichtten. 367 huislieden werden gedood en 294 van hen werden gewond.
In het schepenboek van Grote-Brogel wordt hierover geschreven:
Op St. Niklaasdag 1648 omtrent 11 uur in de voormiddag kwamen die troepen onder commando van een zekere Cormte Longville aan over Wauberg en zo naar Meeuwen. Leden van de schuttersgilde Sint Sebastiaan Grote Brogel met buitenlieden uit Ham (Oostham), Beringen, Peer, Genk, Opoeteren, Bocholt enz. enz. liepen samen, en stelden zich onder leiding van Joncker Kijvenberger van Opoeteren. Zij trokken zo goed als onbewapend over Borkel naar de heide van Meeuwen achter Tijskens in de Koye (Indekeu) naar den Donderslag, te dien tijde Dondervin genaamd. Daar zijn zij dan, de woeste Lorreinen op onze landslieden afgestormd en de ganselijke zonder weren of weyer totaliter geslagen, en vermoord gelijk men een hond zou vermoorden zonder enige barmhartigheid. Alzo dat die doden hebben gelegen en de zo lelijk vermoord dat het niet was om aan te zien en dat er wel gevonden werden, 381 doden en 390 gekwetsen.
De gemeentesecretaris van Meeuwen beschreef het gebeuren als volgt: al wat niet konst ontloopen oft sich noch roerden oft levens in hadde, wertter al geschooten, doorhouwen ende jaemerlijck ende affrijselijck mismaeckt. 

## Monument
Te Meeuwen werd in 1975 een monument onthuld dat deze gebeurtenis herdenkt. Dit monument bevindt zich op de hoek van de Genkerbaan en de Genitstraat.

## Externe bron
- Geschiedenis van Meeuwen
- Monument